# 경북보건대학교
경북보건대학교(慶北保健大學校, Gyeongbuk College of Health)는 경상북도 김천시에 있는 사립 전문대학이다.

## 연혁
- 1956년 2월 13일 : 김천간호고등기술학교 설립
- 1963년 4월 9일 : 학교 재인가
- 1972년 12월 18일 : 김천간호전문학교로 개편
- 1976년 12월 22일 : 교사 신축이전
- 1979년 3월 1일 : 김천간호전문대학으로 개편
- 1993년 12월 20일 : 김산전문대학으로 교명 변경
- 1998년 5월 1일 : 김천과학대학으로 교명 변경
- 2002년 11월 14일 : 정보보안통합관제센터 개관
- 2011년 11월 30일 : 간호학과 4년제 학사학위과정 승인
- 2012년 5월 8일 : 김천과학대학교로 교명 변경
- 2015년 5월 11일 : 경북보건대학교로 교명 변경

## 같이 보기
- 경북보건대학교 대운동장